# Кандава
Ка́ндава (латис. Kandava) — невелике місто на заході Латвії. Населення 33 276 осіб (2024). Розташоване на заході країни.

## Назва
- Кандава (латис. Kandava;  вимова)
- Кандау (нім. Kandau, Candau)

Назва «Кандава», ймовірно, походить з лівської мови (Candowe — місце біля води або в кутку), що відповідає географічному розташуванню Кандави у вигині Абави. Кандавський куршський замок, який був одним із центрів землі Ванема, та поселення біля великого прусського тракту на правому березі долини Абави існували вже в X—XII століттях.

## Історія
Кандава вперше згадується у 1230 році в договорі між правителями дев’яти округів Східної Курземе та домським капітулом ризької церкви святої Марії, Орденом мечоносців і Ризькою радою. Востаннє Кандавський куршський замок згадується в договорі папського легата Балдуїна Альнського з куршами від 17 січня 1231 року.
Згідно з цим договором, курші зобов’язувалися прийняти християнство та боротися з язичниками. В обмін на це Курса зберігала свою незалежність і давні права. У 1245 році магістр Лівонського ордену Дітріх фон Грюнінген вторгся в Курсу і захопив землю Ванема, до якої входила Кандава, після чого ця місцевість стала називатися «Мирна Куронія» (Vredecuronia).
У 1366 та 1397 роках Кандава згадується як opidum — укріплене поселення. У 1496 та 1499 роках вже вживається назва Hakelwerk (містечко), що свідчить про її зростання. Відомі 17 прізвищ фогтів Кандавського замку з 1383 по 1560 рік.
У 1560 році, після розпаду Лівонського ордену, Курляндія стала герцогством. У часи Курляндського герцогства (1561—1795) округами Кандава, Цабельн і Тальсен керував кандавський гауптман, резиденція якого знаходилася в Кандавському замку.
Містечко переживало розквіт у XVII столітті за правління герцога Якоба, коли було створено мануфактури з виробництва льняного полотна, селітри, а також працював пороховий млин.
Під час Північної війни Кандава була сильно зруйнована. У 1710 році в місті спалахнула епідемія чуми, жертвами якої стали майже всі мешканці. Місто довелося фактично відбудовувати заново.
До 1949 року Кандава входила до складу Талсінського повіту, у 1950—1959 роках була центром Кандавського району, в 1959—2009 роках належала до Тукумського району. З 1999 по 2021 рік Кандава була адміністративним центром Кандавського краю.

## Населення
- 2004: 3 816 осіб
- 2024: 3 276 осіб